# Ján Vlasko
Ján Vlasko (Bojnice, 11 gennaio 1990) è un calciatore slovacco, centrocampista dello Skalica.

## Palmarès

### Club

#### Competizioni nazionali
- Campionato ceco: 1

Slovan Liberec: 2011-2012
- Campionato slovacco: 1

Spartak Trnava: 2017-2018